# John Q
John Q är en amerikansk film från 2002 i regi av Nick Cassavetes efter manus av James Kearns.

## Handling
Filmen handlar om den förtvivlade fadern John Quincy Archibald (Denzel Washington) vars son Michael kollapsar under en basebollmatch på grund av ett hjärtfel. När det visar sig att Michael behöver en hjärttransplantation, och Johns försäkring inte täcker det tar John till drastiska åtgärder för att få ihop pengar. När pengarna inte räcker till och de planerar att skriva ut Michael, tar John flera patienter samt läkare som gisslan för att få sin son på donatorlistan.

## Rollista
| Denzel Washington | – John Quincy Archibald    |
| Kimberly Elise    | – Denise Archibald         |
| Daniel E. Smith   | – Michael "Mike" Archibald |
| Kevin Connolly    | – Steve Maguire            |
| Anne Heche        | – Rebecca Payne            |
| James Woods       | – Dr. Raymond Turner       |
| Ethan Suplee      | – vakt Max Conlin          |
| Eddie Griffin     | – Lester Matthews          |
| Robert Duvall     | – löjtnant Frank Grimes    |
| Ray Liotta        | – Gus Monroe               |